# Turismo na República Dominicana

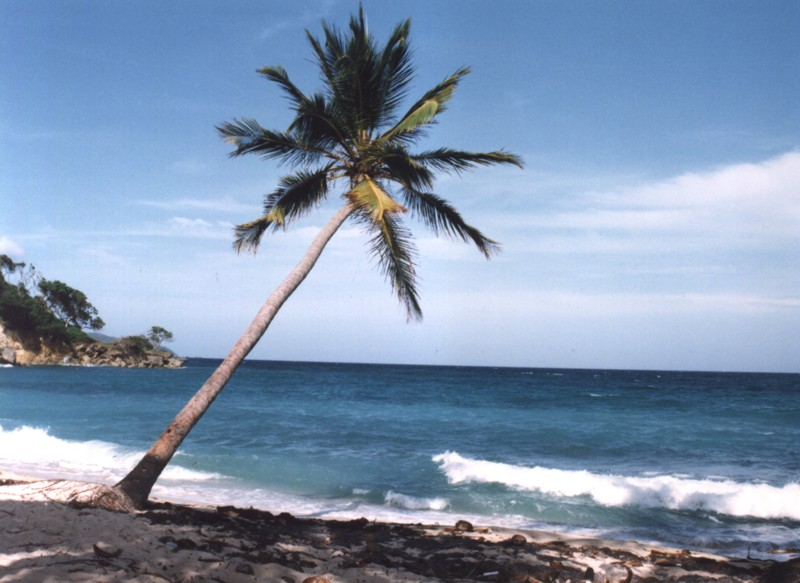
Playa de Cayo Levantado

O turismo na República Dominicana é um dos principais destinos turísticos do Caribe e uma grande fonte de renda para o país.
A República Dominicana é considerada uma verdadeira jóia arquitetônica colonial, e Santo Domingo, a sua capital, é Patrimônio da Humanidade declarado pela UNESCO em razão de seus monumentos históricos.
Além da importância histórica, a o país tem tudo o que o turista espera de uma ilha tropical do Caribe: muita animação e festa, embalados pelo merengue (o ritmo nacional) e pelo rum, bebida que pode ser comparada ao rum cubano, assim como os seus charutos; e pelas belíssimas praias, freqüentadas por famosos como Antonio Banderas, Julio Iglesias e Michael Jackson.
A maioria dos turistas são europeus e canadenses, que vêm ao país pelo ótimo clima, com temperaturas que oscilam entre 22 e 32 graus e com sol brilhando praticamente o ano todo, e pela natureza com praias, rios, cascatas e montanhas.

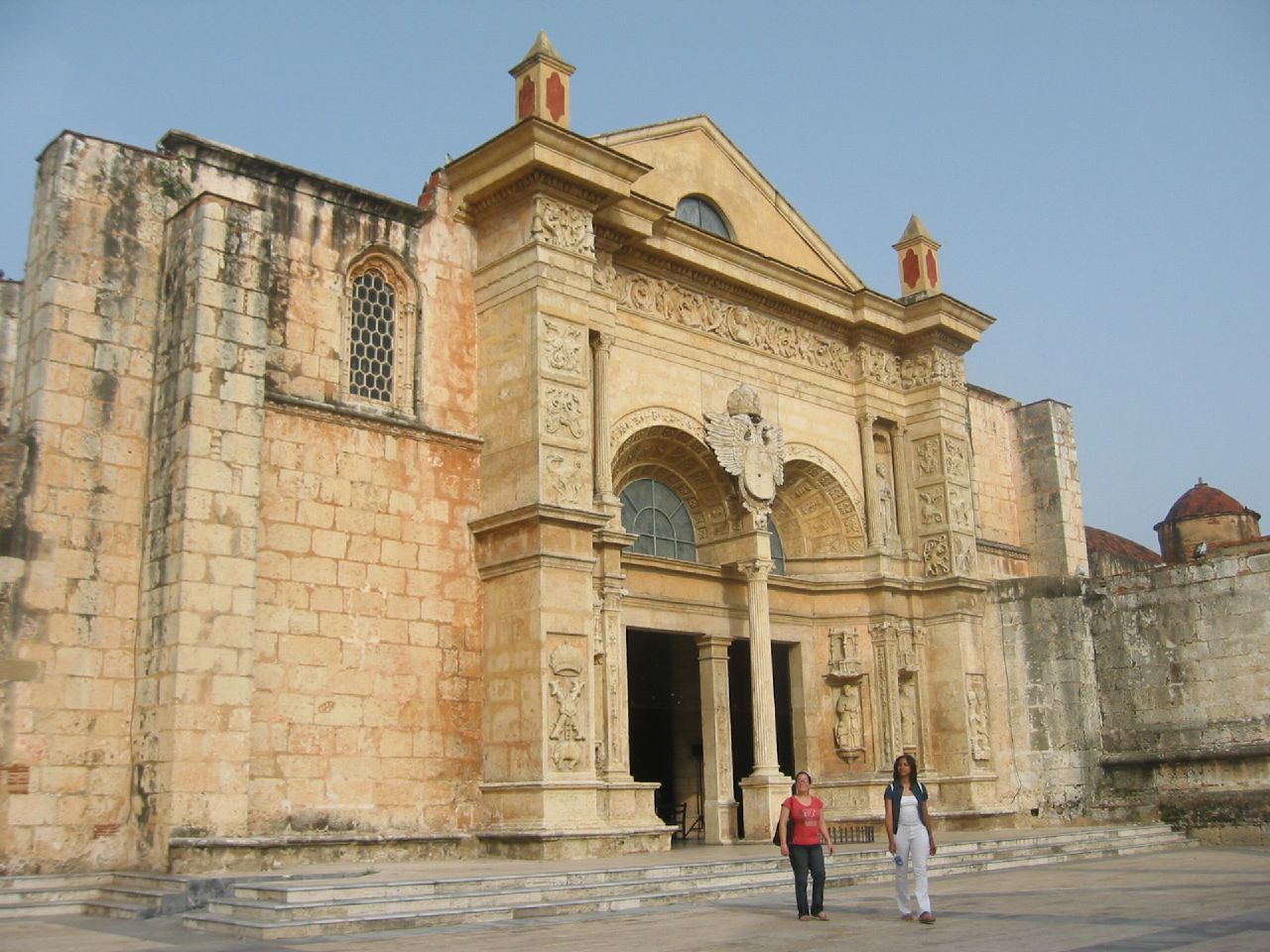
Catedral de Santo Domingo (séc. XVI)

## Turismo de aventura
O turismo de aventura atrai aficcionados de rafting, canoagem e montanhismo. Nas águas dominicanas, antigos galeões naufragados e uma barreira de coral atraem mergulhadores. A orla é pontuada por resorts de luxo e, na costa sul, ficam as praias de Boca Chica, Juan Dolio e La Romana; na costa leste se localizam as praias Bávaro e Punta Cana; na costa norte, a praia Samaná; na costa noroeste, Puerto Plata; e na costa sudoeste, a praia Baraona. E para chegar nelas, basta cruzar o país pelas estradas que cortam a ilha.
No centro da ilha está localizado o Pico Duarte, com mais de 3175 metros, e que é o mais alto das Antilhas.

## Turismo cultural
O turismo cultural também é relevante, uma vez que Santo Domingo é a capital mais antiga das Américas. Na cidade está uma das tumbas com os possíveis restos de Cristóvão Colombo, que deixou expresso em testamento o desejo de repousar eternamente na ilha Hispaniola.
O centro histórico de Santo Domingo é formado por doze quarteirões, onde as construções do século XVI remetem ao início da colonização espanhola na América. Uma fortaleza militar às margens do rio Ozama é o marco que separa o mundo antigo do novo. Foi nesta fortaleza que, em 1509, D. Diogo Colombo, o filho de Cristovão Colombo, fez a sua entrada triunfal como governador de Hispaniola. A pouca distância do local está o Alcázar, ou Alcácer de Colombo, construído em 1510 e hoje um museu com mobiliário da época. Outro marco arquitetônico colonial é a Catedral de Santo Domingo, construída nas décadas de 1520 e 1530 em estilo gótico e plateresco. 
As ruínas do mosteiro de São Francisco, construído em 1512 e destruído em parte pela esquadra de sir Francis Drake em 1586, e que um terremoto em 1673 finalizou a destruição, também é um ponto turístico importante. Do outro lado do rio Samoza, fora da cidade colonial, o Faro a Colón, um museu em forma de pirâmide, é o local onde se encontra o túmulo de Cristóvão Colombo. Seus restos mortais foram trazidos da Espanha pela nora, Dona Maria de Toledo, junto com os do marido Diogo Colombo.